# Акрибия
Акрибия (др.-греч. ἀκρίβεια — величайшая точность, тщательность, основательность, подробность, аккуратность, бережливость) — тщательность, безупречность, точность, скрупулёзность в выполнении какой-либо работы (первоначально — филологической). В филологии акрибия означает абсолютную точность при издании текста: безупречность справочного аппарата, отсутствие ошибок и опечаток в наборе, полное владение всеми источниками издаваемого текста и комментариями к нему для обозначения разночтений.
Теневой стороной[неизвестный термин] акрибии является мелочный педантизм, крохоборство.